# Persone di cognome di Borbone
| Questa pagina contiene informazioni ricavate automaticamente dalle voci biografiche con l'ausilio del template Bio e di un bot. L'aggiornamento è periodico e automatico e ricostruisce completamente la pagina. Se manca una persona in questa lista, sei pregato di non aggiungerla, ma accertati piuttosto che la sua voce biografica contenga il template Bio e che i dati anagrafici siano correttamente compilati. Se il template Bio manca, inseriscilo tu stesso o, in alternativa, metti l'avviso {{tmp\|Bio}} che ne segnala la mancanza. Se i dati riportati sono sbagliati, correggi direttamente la voce biografica; le modifiche saranno visibili in questa lista entro pochi giorni. Per chiarimenti vedi il progetto antroponimi. La lista contiene solo le 56 persone che sono citate nell'enciclopedia e per le quali è stato implementato correttamente il template Bio. Pagina aggiornata al 18 apr 2019. |

Questa è una lista di persone presenti nell'enciclopedia che hanno il cognome di Borbone, suddivise per attività principale.

## Cardinali(2)
- Carlo II di Borbone, cardinale e arcivescovo cattolico francese (Château de Moulins, n.1434 - Lione, †1488)
- Luigi Antonio di Borbone-Spagna, cardinale spagnolo (Madrid, n.1727 - Arenas de San Pedro, †1785)

## Nobili(9)
- Carlo I di Borbone, nobile (n.1401 - Moulins, †1456)
- Carlo di Borbone-Soissons, nobile (Nogent-le-Rotrou, n.1566 - Blandy, †1612)
- Caterina Enrichetta di Borbone, nobile francese (Rouen, n.1596 - Parigi, †1663)
- Caterina di Borbone-Clermont, nobile (Liegi, n.1440 - Nimega, †1469)
- Luigi Cesare di Borbone, nobile francese (Bussy-Saint-Georges, n.1672 - Parigi, †1683)
- Luisa Enrichetta di Borbone-Conti, nobile francese (Parigi, n.1726 - Parigi, †1759)
- Luisa Maria Anna di Borbone, nobile francese (Saint-Germain-en-Laye, n.1674 - Bourbon-l'Archambault, †1681)
- Maria di Borbone-Montpensier, nobile francese (Gaillon, n.1605 - Parigi, †1627)
- Maria Anna di Borbone-Condé, nobile francese (n.1678 - †1718)

## Politici(1)
- Luigi IV Enrico di Borbone-Condé, politico francese (Versailles, n.1692 - Chantilly, †1740)

## Principesse(2)
- Eleonora di Borbone-Condé, principessa francese (n.1587 - †1619)
- Maria Carolina Augusta di Borbone, principessa (Vienna, n.1822 - Twickenham, †1869)

## Principi(3)
- Enrico III Giulio di Borbone-Condé, principe francese (Parigi, n.1643 - Parigi, †1709)
- Luigi Giovanni Maria di Borbone, duca di Penthièvre, principe francese (Castello di Rambouillet, n.1725 - Castello di Bizy, †1793)
- Luigi Alessandro di Borbone, principe francese (Parigi, n.1747 - †1768)

## Sovrane(1)
- Beatrice di Borbone, sovrana (n.1320 - Danvillers, †1383)

## Sovrani(4)
- Alfonso XIII di Spagna, sovrano (Madrid, n.1886 - Roma, †1941)
- Carlo X di Francia, sovrano (Versailles, n.1757 - Gorizia, †1836)
- Carlo IV di Spagna, sovrano (Portici, n.1748 - Roma, †1819)
- Carlo III di Spagna, sovrano (Madrid, n.1716 - Madrid, †1788)

## Vescovi cattolici(1)
- Luigi di Borbone, vescovo cattolico francese (n.1438 - Liegi, †1482)

## Altre...(33)
- Bona di Borbone (n.1341 - Mâcon, †1402)
- Carlotta di Borbone-Montpensier (n.1546 - †1582)
- Elisabetta Alessandrina di Borbone-Condé (Parigi, n.1705 - Parigi, †1765)
- Elisabetta di Borbone-Francia (Fontainebleau, n.1602 - Madrid, †1644)
- Enrico Carlo di Borbone-Parma (Parma, n.1851 - Mentone, †1905)
- Enrico IV di Francia (Pau, n.1553 - Parigi, †1610)
- Ferdinando VI di Spagna (Madrid, n.1713 - Villaviciosa de Odón, †1759)
- Ferdinando VII di Spagna (San Lorenzo de El Escorial, n.1784 - Madrid, †1833)
- Ferdinando I di Parma (Parma, n.1751 - Fontevivo, †1802)
- Ferdinando I delle Due Sicilie (Napoli, n.1751 - Napoli, †1825)
- Francesco I delle Due Sicilie (Napoli, n.1777 - Napoli, †1830)
- Gaetano di Borbone-Parma (Pianore, n.1905 - Mandelieu, †1958)
- Giovanna di Borbone-Vendôme (n.1465 - †1511)
- Isabella di Borbone,  francese (n.1437 - Anversa, †1465)
- Isabella II di Spagna (Madrid, n.1830 - Parigi, †1904)
- Luigi Antonio di Borbone-Condé (Chantilly, n.1772 - Vincennes, †1804)
- Luigi VI Enrico di Borbone-Condé (Parigi, n.1756 - Castello di Saint-Leu, †1830)
- Luigi-Armando I di Borbone-Conti (Parigi, n.1661 - Parigi, †1685)
- Luigi Alfonso di Borbone-Dampierre (Madrid, n.1974)
- Luigi di Borbone-Parma (Schwarzau am Steinfeld, n.1899 - Mandelieu-la-Napoule, †1967)
- Luigi I di Spagna (Madrid, n.1707 - Madrid, †1724)
- Luigi XVII di Francia (Versailles, n.1785 - Parigi, †1795)
- Luigi di Borbone-Francia (Versailles, n.1682 - Marly-le-Roi, †1712)
- Luigi XVI di Francia (Versailles, n.1754 - Parigi, †1793)
- Luisa Francesca di Borbone (n.1707 - †1743)
- Luisa Maria Amalia di Borbone-Napoli (Napoli, n.1773 - Vienna, †1802)
- Margherita di Borbone-Clermont (n.1344 - †1416)
- Margherita di Borbone-Clermont (n.1438 - Pont-d'Ain, †1483)
- Maria di Borbone (n.1315 - †1387)
- Maria di Borbone-Clermont (n.1428 - †1448)
- Maria Luisa di Borbone-Spagna (Portici, n.1745 - Vienna, †1792)
- Renato di Borbone-Parma (Schwarzau am Steinfeld, n.1894 - Hellerup, †1962)
- Saverio di Borbone-Francia (Versailles, n.1753 - Versailles, †1754)